# رويبوس
الرويبوس أو الرُّيْبُس أو الأسبلاط الخطي (الاسم العلمي:Aspalathus linearis) (بالإنجليزية: Rooibos)‏ هو نوع من النباتات يتبع جنس الأسبلاط من الفصيلة البقولية.